# Männlichen
Il Männlichen (2.343 m s.l.m.) è una montagna delle Prealpi Bernesi nelle Prealpi Svizzere.
La vetta può essere raggiunta da Wengen con la funivia Wengen-Männlichen oppure da Grindelwald con la cabinovia Grindelwald-Männlichen. Dagli arrivi degli impianti di risalita la vetta è raggiungibile in circa 15 minuti. Si tratta di un popolare punto di vista sulla Lauterbrunnental e un punto di partenza per gli escursionisti e gli sciatori.